# Carrosserie Costa
La Carrosseria Costa S.A. est une ancienne entreprise espagnole de  carrosseries industrielles pour camions et des tuyaux d'échappement pour voitures de compétition.

## Histoire
L'entreprise a été créée au début des années 1960 avec l'avènement du développement économique de l'Espagne, par Enrique Costa Sellés et Estéban Costa Net pour réaliser des cabines pour poids lourds. A cette époque, il était fréquent que les artisans transporteurs espagnols choisissent le constructeur de leur cabine de poids lourd. Les cabines type des constructeurs n'étant pas toujours au goût de ceux-ci.
C'est en 1964 que le constructeur automobile espagnol Seat, alors une filiale de l'italien Fiat, leur confia la fabrication des carrosseries de la petite Seat 800 4 portes, la transformation de la Seat 600 de 2 à 4 portes en se servant de la Formichetta conçue par Franco Ambrosini, ancien directeur technique du constructeur espagnol SIATA Espanola, filiale de l'italien Siata. Les ateliers de la société produisirent 18.200 exemplaires en 4 ans.
En 1966, Seat confia à nouveau à la Carrosserie Costa la fabrication des carrosseries de la Seat 850 4 portes selon le projet "850 Lucciola" présenté par le carrossier italien Francis Lombardi.
En 1969, en prise avec de grosses difficultés financières, la société se transforme en coopérative et poursuit son activité sous le nom de INDUCAR - Industrial de Carrocerias S.C.. Cette nouvelle entité apportera son expertise dans la réalisation du seul modèle entièrement réalisé par Seat, la 1200 Sport Bocanegra
Après la rupture des relations entre Fiat et Seat, en 1982, la société n'a quasiment plus reçu aucune commande de la part de Seat, devenue une filiale de l'allemand Volkswagen. Elle connut à nouveau de grosses difficultés financières. La société se spécialisa alors dans la fabrication de composants métalliques sous le nom EGACOMET - Egarense de Componentes Metallicos S.L.. avant de disparaître en 2003.

## Les principales interventions
- Seat 800 (1964-67) - Fabrication de la carrosserie de la version à 4 portes construit sur le châssis de la berline Seat 600 rallongé. Ce fut la première intervention de la Carrosserie Costa,
- Seat 850 (1966-74) - Fabrication de la carrosserie de la version à 4 portes de la Seat 850 selon le projet du carrossier italien Francis Lombardi.
- Seat 1200 Sport (1975-80) - Fabrication de la carrosserie du modèle lancé par Seat en 1974 mais dont la production ne débuta qu'en 1975. Réalisé selon l'étude du designer italien Aldo Sessano pour la renaissance du constructeur allemand NSU. Ce modèle a été produit à 19.332 exemplaires jusqu'en 1980.